# Флаги земель Австрии

Все земли Австрии с нанесенными на них флагами

Флаги земель Австрии представляют собой прямоугольные полотнища, разделённые горизонтальными полосами основных цветов герба соответствующей земли.
Флаги с изображением герба являются официальными символами земель Австрии и используются только правительственными органами земель ( нем. Dienstflagge). В отличие от этих флагов жители земель могут использовать гражданские флаги земель ( нем. Landesflagge), отличающиеся от официальных флагов отсутствием герба. 
Некоторые флаги без изображения герба очень похожи, как например флаги Тироля и Верхней Австрии. Флаги часто используются в вертикальных вариантах.

## Список

Флаг Бургенланда
Флаг Бургенланда
Флаг Вены
Флаг Вены
Флаг Верхней Австрии
Флаг Верхней Австрии
Флаг Зальцбурга
Флаг Зальцбурга
Флаг Каринтии
Флаг Каринтии
Флаг Нижней Австрии
Флаг Нижней Австрии
Флаг Тироля
Флаг Тироля
Флаг Форарльберга
Флаг Форарльберга
Флаг Штирии
Флаг Штирии